# ماکسیمو کاریزو
ماکسیمو کاریزو (انگلیسی: Máximo Carrizo؛ زادهٔ ۲۸ فوریهٔ ۲۰۰۸) بازیکن فوتبال اهل ایالات متحده آمریکا است که در حال حاضر برای باشگاه فوتبال نیویورک سیتی بازی می‌کند.

## دوران باشگاهی
در سال ۲۰۲۲، کاریزو با امضای قرارداد با باشگاه فوتبال نیویورک سیتی، به جوان‌ترین بازیکنی تبدیل شد که با یک تیم از بالاترین سطح لیگ فوتبال ایالات متحده آمریکا قرارداد امضا می‌کند.